# Аполон и Кирена
Кирена је у грчкој митологији кћерка краља Лапита, Хипсеја и најаде Хлиданопе. 
Кирена није вољела да ради кућне послове, умјесто тога она је ловила животиње на планини Пелион. Аполон је посматрао како се рве са снажним лавом па је позвао и краља Кентаура, Хирона да посматра борбу из које је Кирена, као и обично, изашла као побједник. Аполон је већ прије тога упознао Кирену, када јој је предао награду, два ловачка пса, након што је побиједила у трчању на Пелијиним погребним играма.
Хирон је предвидио да ће Аполон одвести Кирену преко мора у најбогатији Зевсов врт и начинити је краљицом великог града. У Либији ће је дочекати у златној палати, и ту ће добити краљевину, подједнако добру и за ловце и за земљораднике, и ту ће му она родити сина. 
Аполон је и поступио тако, повео је Кирену својим златним кочијама до мјеста гдје данас лежи град Кирена. Афродита је чекала да им пожели добродошлицу, и смјестила их је без одлагања у постељу у либијској златној одаји. 
Аполон је Кирену предао на чување миртиним нимфама, Хермесовим кћерима. Она је родила Аристаја, а послије друге Аполонове посјете видовитог Идмона. 